# 朴槿恵韓国大統領弾劾訴追
朴槿恵韓国大統領弾劾訴追（パク・クネかんこくだいとうりょうだんがいそつい、韓: 박근혜 대통령 탄핵 소추）は、2016年12月9日に大韓民国（韓国）の国会が朴槿恵大統領を弾劾訴追した政治事件である。弾劾訴追の結果、憲法裁判所は朴槿恵の罷免を認める判断を下し、1987年の韓国民主化以来、初の任期途中での失職となった。また大統領弾劾訴追は2004年の盧武鉉元大統領が弾劾訴追された事案に続く2例目であった。

## 弾劾訴追決定までの経緯

### 発端

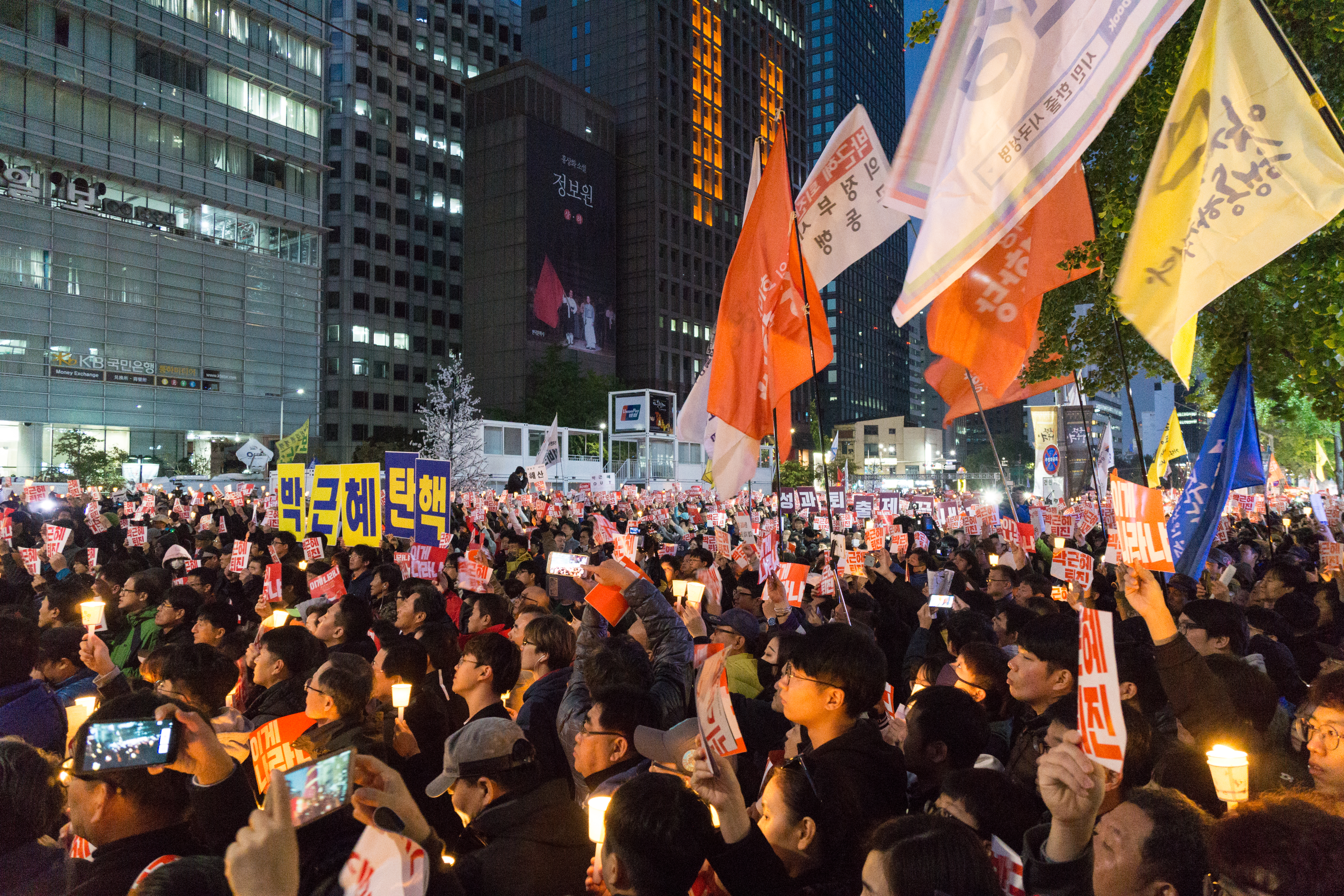
ソウル特別市清渓川そばの広場で行われた朴槿恵退陣要求デモ（2016年10月29日）

2016年10月24日に朴槿恵大統領の親友である民間人の崔順実が国政に関与していた、いわゆる崔順実ゲート事件が発覚し、直後の世論調査では朴槿恵政権の支持率が発足後はじめて10%台に急落。朴に対する弾劾、下野も4割以上の支持を集め、インターネットや大学の学生や教授らからも弾劾要求が噴出した。野党側からは朴に対する退陣要求が起こり、11月5日、国民の党所属の鄭東泳議員は弾劾議論に着手すべきと主張した。11月12日に行われた朴槿恵に対する退陣要求デモは主催者発表で100万人が集まる規模となり、政界に衝撃を与えた。11月中旬には検察が朴槿恵を事実上の容疑者とした捜査計画を立てる事態となり、11月20日に検察は朴自身が崔の犯行に加担したとする内容を発表し、法曹界では弾劾を行う理由として不足はないという意見が大勢を占めるに至った。
しかし、事件発覚直後の時点で朴槿恵の弾劾は非現実的との見方があったほか、弾劾を行っても事態の不確実性が増すだけで、回避しなければならないと社説で主張した報道機関も存在し、弾劾は不可能とする意見もあった。当初、野党から弾劾訴追に関する発言がなかったのは、2004年の盧武鉉大統領に対する弾劾訴追案可決後に大統領支持層が団結し、直後の第17代総選挙で野党（ハンナラ党）が敗北を喫したことが影響しているのではないかとされた。
その後も野党からは朴槿恵に対する自発的退陣要求が噴出し、新たに挙国一致内閣を作って国政を任せ、朴は一線から退くといった収拾案が提示されたが大統領府側はいずれも拒否した。しかし弾劾については、弾劾訴追案が仮に国会で可決されても憲法裁判所の決定に最長6カ月を要するなど時間稼ぎに使われかねないという理由から、11月中旬になっても野党側は消極的になっていた。また弾劾訴追を判断する憲法裁判所の所長が2017年1月に任期を迎える予定だったことから、朴が自分に有利な所長候補を任命しようとした場合に混乱が長期化することを恐れる声もあり、朴の任期中には弾劾裁判が終わらないのではと指摘する意見もあった。

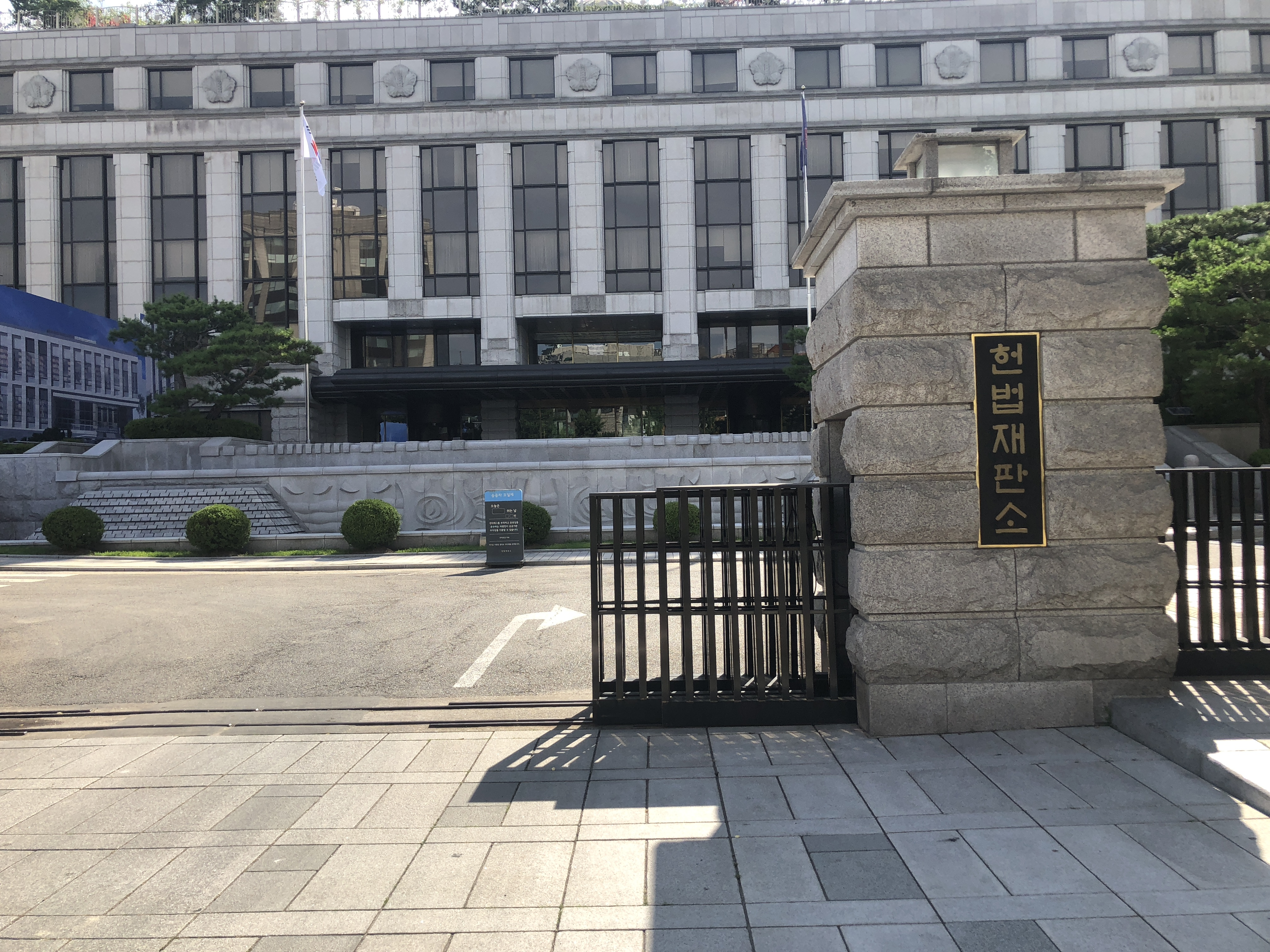
大韓民国の憲法裁判所

こうした経緯を経て、11月下旬には野党は朴槿恵に対する弾劾訴追手続きを進めるべきとの意見も出始め、野党や与党セヌリ党の非主流派が大統領弾劾手続きを行う方針を決定し、世論調査では弾劾推進に78%の支持が集まるという結果となった。朴槿恵政権も分裂含みの展開となり、11月23日には金賢雄法務部長官と崔在卿青瓦台民情首席秘書官が辞意を表明したほか、与党内の主流派からも離脱が相次ぎ、与党非主流派の中心であり党前代表の金武星が親朴派との決別を宣言、弾劾に突き進むことを表明した。11月24日、野党側は弾劾訴追案の採決を12月2日もしくは12月9日とする方針を固めたほか、次期首相候補の指名を棚上げし、弾劾案が可決された場合には憲法の規定に基づいて黄教安首相が大統領代行を務めることも受け入れることを決定した。また可決には国会の3分の2以上の賛成を要するため、野党の現有議席だけでは足りず、与党の非主流派に対する弾劾案採決時の意向調査も本格化させた。
こうした中、11月29日には朴槿恵が事件発覚後3度目の国民向け談話を発表し、自身の進退問題は国会に任せ、与野党で合意が得られるならば任期前に辞任してもよいという意向を表明。これは与党主流派からの自発的退陣論に沿った内容であり、弾劾案採決に向かっていた野党や与党非主流派に少なからず動揺を与えた。それでも野党の弾劾推進の姿勢は変わらなかったが、早期の採決を見送らざるを得なくなった。そして11月30日、与党の非主流派より、朴槿恵が2017年4月までに退陣すると表明すれば弾劾案採決に参加しないという新たな提案がなされた。この提案に弾劾案賛成を表明していた与党議員31人のうち21人が賛成する意向を明らかにし、弾劾案可決に必要な与党からの賛成28人が確保できなくなる可能性が出てきた。しかし大統領府側はこの提案には反応せず、12月4日には与党非主流派が早期辞任を表明しても弾劾案採決に参加することを表明。12月5日になって大統領秘書室長が提案受け入れを表明し、12月6日には大統領自身も受け入れを表明したが、既に手遅れであった。
12月2日、野党3党（共に民主党・国民の党・正義党）所属議員と無所属議員、合計171人は、朴槿恵大統領に対する弾劾訴追案を国会に発議（提出）した。採決を12月9日に行うことも決まった。12月6日、朴槿恵は与党首脳と会談し、弾劾可決時にはその結果を受け入れると表明。採決前日の12月8日には、野党3党で仮に弾劾案が否決された場合は所属議員が全員辞職することを決定した。
12月6日より、一連の疑惑に対する国政調査のため、国会は議員らからなる特別調査委員会の聴聞会を開催。韓国を代表する9つの財閥（サムスングループ・ロッテグループ・現代自動車グループ・SKグループ・LGグループ・ハンファグループ・韓進グループ・CJグループ・GSグループ）の首脳級が出席。発言の内容次第では弾劾案可決に影響が出ると注目された。翌7日には、事件に関係し、逮捕や起訴された当事者を国会に呼び出し、事情聴取を行う。しかし、この公聴会には国会が出席を求めた27人中、13人しか出席せず、崔順実本人は健康状態などを理由に午前の聴聞会には姿を見せなかった。そのため、特別調査委員会の金聖泰委員長は同行命令を議決し、崔順実ら欠席したメンバーに対し「同行命令状」を発付する一幕もあった。

### 弾劾訴追の可決

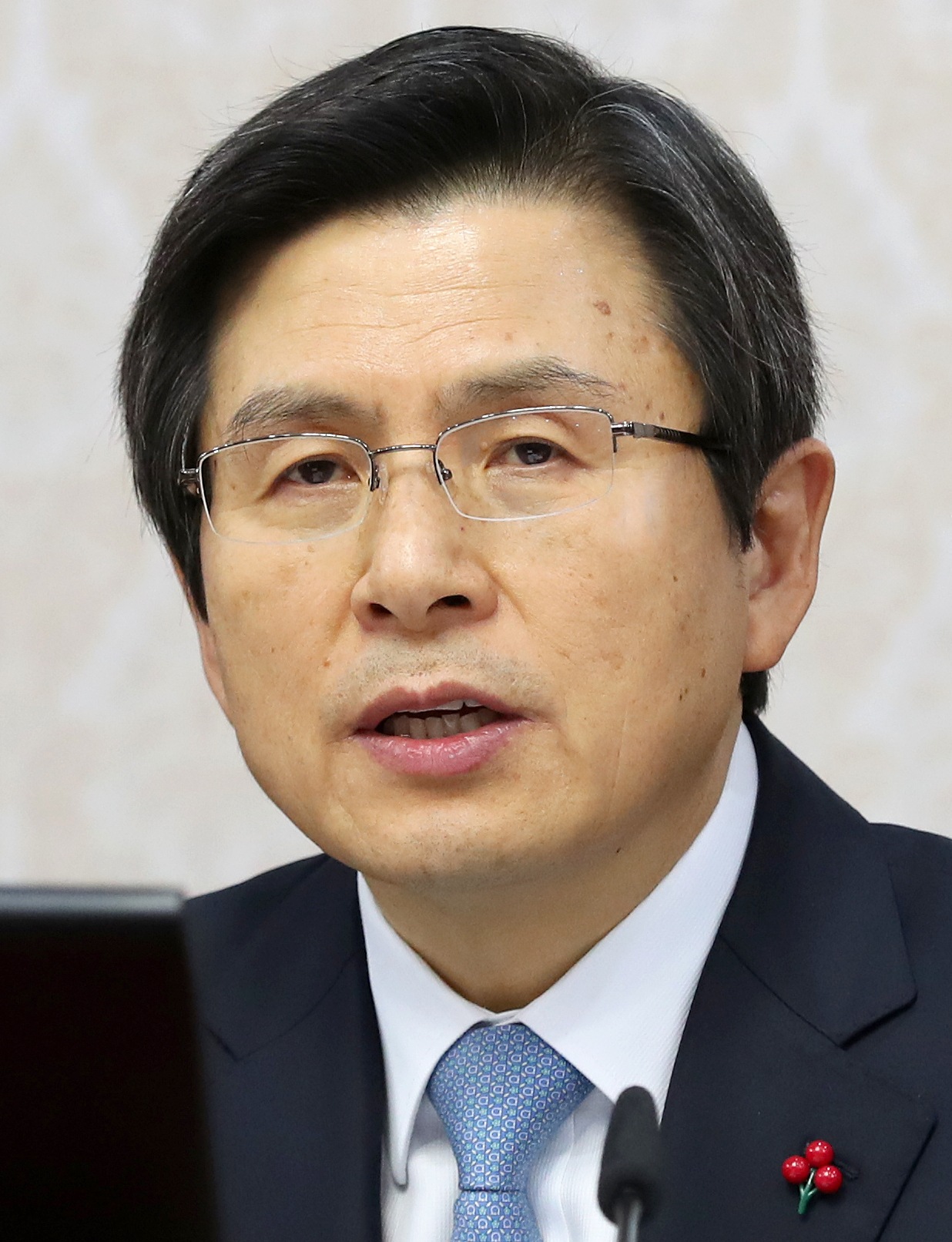
大統領代行となった黄教安国務総理（2016年12月の閣議にて）

12月9日、国会で弾劾訴追案は議員定数300人のうち299人が参加し、賛成234人、反対56人、棄権2人、無効7人で賛成が可決に必要な3分の2を超え、弾劾案は可決された。その様子を朴槿恵は青瓦台でテレビ中継を通じて見守っていたという。可決を受け朴は17時より閣僚を招集し、懇談会を開催。弾劾案可決に対し、朴は国民の声を厳粛に受け止めると表明。国政の空白が最小限にとどまることを希望した。
弾劾訴追議決書が国会から青瓦台に届けられた12月9日19時3分（韓国時間）をもって朴大統領の大統領権限は停止され、憲法の規定に基づいて黄教安首相が大統領代行として職務を執行することとなった。ただし、朴大統領は権限を行使できなくなるものの、大統領府での生活、不訴追特権、儀典、警護、別途支給される業務推進費を除く年俸2億1201万8000万ウォンともいわれる大統領給与が支給され、大統領としての地位は維持された。

## 弾劾訴追
朴槿恵大統領に対する大統領弾劾訴追は憲法裁判所にて審議され、訴追案可決から180日(2017年6月6日)以内に判断が下される。弁論は特殊な事情がない限りは公開され、大統領に対する強制的な出頭要請はできない。
12月16日、朴槿恵大統領の弁護団は、憲法裁判所から提出を求められていた答弁書を提出した。内容は「弾劾される理由はない」という反論を加えた。答弁書は延べ24ページにわたる。。
判決が出るまでの間、朴槿恵大統領は盧武鉉元大統領の弾劾訴追の時と同様、今まで通り青瓦台にて生活するものと考えられた。
2017年2月4日に予定されていた特別検察官チームによる青瓦台の家宅捜索は捜索令状まで用意されたが、軍事上の機密が存在することを理由に青瓦台に拒否され、実現しなかった。また2月9日にいったんは実施が決定した特別検察官チームによる朴槿恵への事情聴取も実現しなかった。捜査期限を迎える前日の2月27日、黄教安大統領権限代行は捜査チームより要請されていた捜査期間の延長を承認せず、2月28日に捜査を終了した。
2017年3月10日、憲法裁判所は朴槿恵の大統領罷免を裁判官8人(裁判官の定員は9名だがこの時は任期満了で1名が退任していたため、欠員1)の全員一致で決定し、同日午前11時21分の罷免の宣告をもって直ちに失職。朴槿恵政権は4年と14日(1475日)で幕を下ろし、1987年の民主化以来、任期を全うできなかった初の大統領となった。憲法裁判所は訴追理由のうちセウォル号沈没事故をめぐる大統領の職責の問題は判断対象外としたが、崔順実による国政介入疑惑や崔が実質的に支配する財団への企業出資などについては「大統領の地位と権限の濫用」として違憲とした。これを受けた朴槿恵は、2日後の3月12日に青瓦台（大統領府）の公邸から退去し、ソウル市内にある自宅に戻って行った。
なお、これにより、韓国憲法（第六共和国憲法）に従って罷免日である3月10日から60日以内に大統領選挙を行うことになった。これを受けて、韓国政府は3月15日の臨時閣議に於いて『2017年5月9日に第19代大韓民国大統領選挙を執行する』ことを決定し、布告した。
3月21日、朴槿恵は収賄容疑で検察に14時間にわたって事情聴取を受けた。そして検察は、この聴取の結果を受け、朴槿恵に対し、3月27日に裁判所に逮捕状を請求した。
3月30日深夜（31日未明）、朴槿恵は逮捕された。朴槿恵の逮捕により、韓国大統領経験者では、全斗煥（1996年に粛軍クーデター・光州事件などにより逮捕）、盧泰愚（1995年に軍刑法違反などで逮捕）以来3人目の逮捕者となった。
5月9日の大統領選挙では、前回2012年の大統領選挙で朴に惜敗した文在寅が当選し、文は翌5月10日午前8時9分の選管による当選の確定と同時に第19代大統領に就任した。